# Superliga Brasileira de Voleibol Masculino de 2022–23 - Série A
A Superliga Brasileira de Voleibol Masculino de 2022–23 - Série A, oficialmente Superliga 1xBet de 2022–23 por questões de patrocínio, foi a 29.ª edição desta competição organizada pela Confederação Brasileira de Voleibol (CBV) através da Unidade de Competições Nacionais (UNC), que ocorreu de 21 de outubro de 2022 a 30 de abril de 2023. Ao total, 12 equipes provenientes de 4 estados brasileiros e do Distrito Federal participaram desta edição.
A equipe do Sada Cruzeiro venceu o Itambé/Minas por 3 sets a 0 na partida final e conquistou o seu oitavo título nacional, se tornando o maior campeão desta competição. O ponteiro cubano Miguel Ángel López, que anotou 22 pontos na decisão, foi eleito o melhor jogador do torneio.

## Regulamento
A fase classificatória da competição foi disputada por doze equipes em dois turnos. Em cada turno, todos os times jogaram entre si uma única vez. Os jogos do segundo turno foram realizados na mesma ordem do primeiro, apenas com o mando de quadra invertido.
Após o fim da fase classificatória, os 8 primeiros colocados avançaram para os playoffs, definidos em quartas de final, semifinais (ambas no sistema de melhor de 3 jogos) e final (partida única). Os dois últimos colocados foram rebaixados para a Superliga Série B de 2024.
Nas quartas de final houve um cruzamento entre as equipes com os melhores índices técnicos seguindo a lógica: 1ª x 8ª (A); 2ª x 7ª(B); 3ª x 6ª(C) e 4ª x 5ª(D), sendo um mando de quadra para cada equipe e o jogo de desempate, caso necessário, no ginásio da equipe com o melhor índice técnico da fase classificatória. As semifinais foram disputadas pelas equipes vencedoras das quartas de final, seguindo a lógica: vencedora do duelo A x vencedora do duelo D; vencedora do duelo B x vencedora do duelo C, com um mando de quadra para cada equipe e o jogo de desempate, caso necessário, no ginásio da equipe com o melhor índice técnico da fase classificatória.
A terceira e a quarta colocações foram definidas pelo melhor índice técnico da fase classificatória.

### Critérios de classificação no grupo
1. Número de vitórias;
2. Pontos;
3. Razão de sets;
4. Razão de pontos;
5. Resultado da última partida entre os times empatados.

- Placar de 3–0 ou 3–1: 3 pontos para o vencedor, nenhum para o perdedor;
- Placar de 3–2: 2 pontos para o vencedor, 1 para o perdedor.[5]

## Equipes participantes
Doze equipes participaram desta edição. São elas:
| Equipe                  | Cidade              | Ginásio                                         | Cap.  | Temporada 2021–22           | Montes Claros Brasília Vôlei Minas Tênis Clube Sada Cruzeiro SESI-SP Renata/Campinas Vôlei Guarulhos APAN/Eleva/Blumenau São José Uberlândia Suzano Vôlei Rede CUCASuperliga Brasileira de Voleibol Masculino de 2022–23 - Série A (Brasil) |
| ----------------------- | ------------------- | ----------------------------------------------- | ----- | --------------------------- | --- |
| APAN/Eleva/Blumenau     | Blumenau            | Ginásio Galegão                                 | 3 000 | 5.º na Superliga A          | Montes Claros Brasília Vôlei Minas Tênis Clube Sada Cruzeiro SESI-SP Renata/Campinas Vôlei Guarulhos APAN/Eleva/Blumenau São José Uberlândia Suzano Vôlei Rede CUCASuperliga Brasileira de Voleibol Masculino de 2022–23 - Série A (Brasil) |
| Brasília Vôlei          | Brasília            | Sesi Taguatinga                                 | 1 000 | 10.º na Superliga A         | Montes Claros Brasília Vôlei Minas Tênis Clube Sada Cruzeiro SESI-SP Renata/Campinas Vôlei Guarulhos APAN/Eleva/Blumenau São José Uberlândia Suzano Vôlei Rede CUCASuperliga Brasileira de Voleibol Masculino de 2022–23 - Série A (Brasil) |
| Vedacit Vôlei Guarulhos | Guarulhos           | Ginásio Ponte Grande                            | 3 000 | 4.º na Superliga A          | Montes Claros Brasília Vôlei Minas Tênis Clube Sada Cruzeiro SESI-SP Renata/Campinas Vôlei Guarulhos APAN/Eleva/Blumenau São José Uberlândia Suzano Vôlei Rede CUCASuperliga Brasileira de Voleibol Masculino de 2022–23 - Série A (Brasil) |
| Itambé/Minas            | Belo Horizonte      | Arena UniBH                                     | 3 650 | 2.º na Superliga A          | Montes Claros Brasília Vôlei Minas Tênis Clube Sada Cruzeiro SESI-SP Renata/Campinas Vôlei Guarulhos APAN/Eleva/Blumenau São José Uberlândia Suzano Vôlei Rede CUCASuperliga Brasileira de Voleibol Masculino de 2022–23 - Série A (Brasil) |
| Montes Claros Vôlei     | Montes Claros       | Ginásio Poliesportivo Presidente Tancredo Neves | 8 600 | 9.º na Superliga A          | Montes Claros Brasília Vôlei Minas Tênis Clube Sada Cruzeiro SESI-SP Renata/Campinas Vôlei Guarulhos APAN/Eleva/Blumenau São José Uberlândia Suzano Vôlei Rede CUCASuperliga Brasileira de Voleibol Masculino de 2022–23 - Série A (Brasil) |
| Sada Cruzeiro           | Contagem            | Ginásio do Riacho                               | 2 000 | Campeão da Superliga A      | Montes Claros Brasília Vôlei Minas Tênis Clube Sada Cruzeiro SESI-SP Renata/Campinas Vôlei Guarulhos APAN/Eleva/Blumenau São José Uberlândia Suzano Vôlei Rede CUCASuperliga Brasileira de Voleibol Masculino de 2022–23 - Série A (Brasil) |
| SESI-SP                 | São Paulo           | Ginásio do SESI - Vila Leopoldina               | 800   | 3.º na Superliga A          | Montes Claros Brasília Vôlei Minas Tênis Clube Sada Cruzeiro SESI-SP Renata/Campinas Vôlei Guarulhos APAN/Eleva/Blumenau São José Uberlândia Suzano Vôlei Rede CUCASuperliga Brasileira de Voleibol Masculino de 2022–23 - Série A (Brasil) |
| Vôlei Renata/Campinas   | Campinas            | Ginásio do Taquaral                             | 2 600 | 6.º na Superliga A          | Montes Claros Brasília Vôlei Minas Tênis Clube Sada Cruzeiro SESI-SP Renata/Campinas Vôlei Guarulhos APAN/Eleva/Blumenau São José Uberlândia Suzano Vôlei Rede CUCASuperliga Brasileira de Voleibol Masculino de 2022–23 - Série A (Brasil) |
| Farma Conde/São José    | São José dos Campos | Farma Conde Arena                               | 5 000 | 7.º na Superliga A          | Montes Claros Brasília Vôlei Minas Tênis Clube Sada Cruzeiro SESI-SP Renata/Campinas Vôlei Guarulhos APAN/Eleva/Blumenau São José Uberlândia Suzano Vôlei Rede CUCASuperliga Brasileira de Voleibol Masculino de 2022–23 - Série A (Brasil) |
| Araguari Vôlei          | Araguari            | General Mário Brum Negreiros                    | 2 200 | Vice-campeão da Superliga B | Montes Claros Brasília Vôlei Minas Tênis Clube Sada Cruzeiro SESI-SP Renata/Campinas Vôlei Guarulhos APAN/Eleva/Blumenau São José Uberlândia Suzano Vôlei Rede CUCASuperliga Brasileira de Voleibol Masculino de 2022–23 - Série A (Brasil) |
| Suzano Vôlei            | Suzano              | Arena Suzano                                    | 4 000 | Campeão da Superliga B      | Montes Claros Brasília Vôlei Minas Tênis Clube Sada Cruzeiro SESI-SP Renata/Campinas Vôlei Guarulhos APAN/Eleva/Blumenau São José Uberlândia Suzano Vôlei Rede CUCASuperliga Brasileira de Voleibol Masculino de 2022–23 - Série A (Brasil) |
| Rede CUCA               | Fortaleza           | Ginásio Rede Cuca                               | 8 822 | 3.º na Superliga B          | Montes Claros Brasília Vôlei Minas Tênis Clube Sada Cruzeiro SESI-SP Renata/Campinas Vôlei Guarulhos APAN/Eleva/Blumenau São José Uberlândia Suzano Vôlei Rede CUCASuperliga Brasileira de Voleibol Masculino de 2022–23 - Série A (Brasil) |

Nota: A CBV chancelou o entendimento da Comissão Independente de Advogados e confirmou o indeferimento de inscrição da equipe do Funvic Natal para disputar a Superliga Série A de 2022–23, por descumprir os requisitos de regularidade financeira. Devido ao fato, Rede CUCA, terceiro colocado da Superliga Série B de 2022, herdou a vaga.

## Fase classificatória
|  | Classificados para as quartas de final          |
|  | Eliminados e mantidos na Superliga A de 2023–24 |
|  | Rebaixados para a Superliga B de 2024           |

### Classificação
|     |                         |     | Jogos | Jogos | Jogos | Resultados | Resultados | Resultados | Resultados | Resultados | Resultados | Sets | Sets | Sets  | Pontos | Pontos | Pontos |
| Pos | Equipe                  | Pts | T     | V     | D     | 3–0        | 3–1        | 3–2        | 2–3        | 1–3        | 0–3        | V    | P    | R     | V      | P      | R      |
| --- | ----------------------- | --- | ----- | ----- | ----- | ---------- | ---------- | ---------- | ---------- | ---------- | ---------- | ---- | ---- | ----- | ------ | ------ | ------ |
| 1   | Sada Cruzeiro           | 58  | 22    | 19    | 3     | 13         | 6          | 0          | 1          | 2          | 0          | 61   | 15   | 4.067 | 1837   | 1516   | 1.212  |
| 2   | Vedacit Vôlei Guarulhos | 45  | 22    | 15    | 7     | 10         | 4          | 1          | 1          | 3          | 3          | 50   | 27   | 1.852 | 1805   | 1701   | 1.061  |
| 3   | Itambé/Minas            | 45  | 22    | 14    | 8     | 6          | 7          | 1          | 4          | 3          | 1          | 53   | 33   | 1.606 | 2013   | 1861   | 1.082  |
| 4   | Vôlei Renata/Campinas   | 42  | 22    | 13    | 9     | 6          | 4          | 3          | 6          | 1          | 2          | 52   | 37   | 1.405 | 2014   | 1942   | 1.037  |
| 5   | Farma Conde/São José    | 44  | 22    | 16    | 6     | 6          | 5          | 5          | 1          | 1          | 4          | 51   | 33   | 1.545 | 1930   | 1836   | 1.051  |
| 6   | SESI-SP                 | 38  | 22    | 14    | 8     | 4          | 5          | 5          | 1          | 5          | 2          | 49   | 39   | 1.256 | 1998   | 1957   | 1.021  |
| 7   | Suzano Vôlei            | 33  | 22    | 12    | 10    | 4          | 1          | 7          | 4          | 3          | 3          | 47   | 45   | 1.044 | 2027   | 2053   | 0.987  |
| 8   | APAN/Eleva/Blumenau     | 33  | 22    | 10    | 12    | 5          | 3          | 2          | 5          | 6          | 1          | 46   | 43   | 1.070 | 1994   | 1950   | 1.023  |
| 9   | Araguari Vôlei          | 26  | 22    | 9     | 13    | 2          | 5          | 2          | 1          | 5          | 7          | 34   | 48   | 0.708 | 1824   | 1876   | 0.972  |
| 10  | Montes Claros Vôlei     | 20  | 22    | 6     | 16    | 2          | 3          | 1          | 3          | 6          | 7          | 30   | 53   | 0.566 | 1795   | 1961   | 0.915  |
| 11  | Brasília Vôlei          | 9   | 22    | 3     | 19    | 1          | 0          | 2          | 2          | 4          | 13         | 17   | 61   | 0.279 | 1610   | 1864   | 0.864  |
| 12  | Rede CUCA               | 3   | 22    | 1     | 21    | 1          | 0          | 0          | 0          | 4          | 17         | 7    | 63   | 0.111 | 1428   | 1758   | 0.812  |

- Atualizado até 25 de março de 2023

Observação: A equipe do Farma Conde/São José havia recebido uma penalização de -5 pontos por escalações irregulares em partida contra o Vôlei Renata/Campinas no dia 22 de outubro de 2022. Após recorrer à decisão do Superior Tribunal de Justiça Desportiva (STJD), a CBV emitiu uma nota no dia 21 de dezembro de 2022 garantindo a devolução dos pontos à equipe joseense. No dia 29 de dezembro, após a equipe paulista ter seu recurso negado pelo STJD, o Farma Conde/São José voltou a ter 5 pontos descontados na classificação.

### Turno
- Local: Os times que estão ao lado esquerdo da tabela jogam em casa.

#### 1ª rodada
| Data   | Hora  |                         | Placar |                      | Set 1 | Set 2 | Set 3 | Set 4 | Set 5 | Total   | Relatório |
| ------ | ----- | ----------------------- | ------ | -------------------- | ----- | ----- | ----- | ----- | ----- | ------- | --------- |
| 21 out | 20:30 | Rede CUCA               | 0–3    | Sada Cruzeiro        | 21–25 | 20–25 | 15–25 |       |       | 56–75   | Relatório |
| 22 out | 20:00 | Montes Claros Vôlei     | 2–3    | Araguari Vôlei       | 23–25 | 25–20 | 22–25 | 25–20 | 10–15 | 105–105 | Relatório |
| 22 out | 21:30 | Vôlei Renata/Campinas   | 2–3    | Farma Conde/São José | 25–16 | 28–30 | 25–23 | 21–25 | 12–15 | 111–109 | Relatório |
| 23 out | 19:00 | SESI-SP                 | 3–2    | Suzano Vôlei         | 25–23 | 23–25 | 18–25 | 25–17 | 15–13 | 106–103 | Relatório |
| 23 out | 21:30 | Vedacit Vôlei Guarulhos | 3–1    | APAN/Eleva/Blumenau  | 25–17 | 29–31 | 25–23 | 25–16 |       | 104–87  | Relatório |
| 24 out | 19:00 | Brasília Vôlei          | 0–3    | Itambé/Minas         | 21–25 | 22–25 | 16–25 |       |       | 59–75   | Relatório |

#### 2ª rodada
| Data   | Hora  |                      | Placar |                         | Set 1 | Set 2 | Set 3 | Set 4 | Set 5 | Total   | Relatório |
| ------ | ----- | -------------------- | ------ | ----------------------- | ----- | ----- | ----- | ----- | ----- | ------- | --------- |
| 27 out | 21:30 | Rede CUCA            | 0–3    | Vôlei Renata/Campinas   | 22–25 | 18–25 | 23–25 |       |       | 63–75   | Relatório |
| 28 out | 20:00 | Farma Conde/São José | 3–0    | Brasília Vôlei          | 25–17 | 25–14 | 25–14 |       |       | 75–45   | Relatório |
| 29 out | 19:00 | Itambé/Minas         | 3–2    | Vedacit Vôlei Guarulhos | 30–32 | 25–22 | 25–27 | 29–27 | 15–6  | 124–114 | Relatório |
| 29 out | 21:30 | APAN/Eleva/Blumenau  | 1–3    | SESI-SP                 | 20–25 | 26–24 | 21–25 | 21–25 |       | 88–99   | Relatório |
| 30 out | 11:00 | Araguari Vôlei       | 1–3    | Sada Cruzeiro           | 19–25 | 17–25 | 25–16 | 20–25 |       | 81–91   | Relatório |
| 31 out | 19:00 | Suzano Vôlei         | 3–2    | Montes Claros Vôlei     | 25–15 | 26–24 | 21–25 | 22–25 | 15–9  | 109–98  | Relatório |

#### 3ª rodada
| Data  | Hora  |                         | Placar |                       | Set 1 | Set 2 | Set 3 | Set 4 | Set 5 | Total  | Relatório |
| ----- | ----- | ----------------------- | ------ | --------------------- | ----- | ----- | ----- | ----- | ----- | ------ | --------- |
| 2 nov | 17:00 | Brasília Vôlei          | 0–3    | Vôlei Renata/Campinas | 13–25 | 20–25 | 24–26 |       |       | 57–76  | Relatório |
| 4 nov | 19:00 | Vedacit Vôlei Guarulhos | 1–3    | Farma Conde/São José  | 25–16 | 18–25 | 20–25 | 16–25 |       | 79–91  | Relatório |
| 5 nov | 11:00 | Rede CUCA               | 1–3    | Araguari Vôlei        | 25–21 | 22–25 | 26–28 | 15–25 |       | 88–99  | Relatório |
| 5 nov | 19:00 | SESI-SP                 | 1–3    | Itambé/Minas          | 24–26 | 20–25 | 26–24 | 17–25 |       | 87–100 | Relatório |
| 6 nov | 21:30 | Montes Claros Vôlei     | 1–3    | APAN/Eleva/Blumenau   | 27–29 | 19–25 | 26–24 | 19–25 |       | 91–103 | Relatório |
| 7 nov | 21:30 | Sada Cruzeiro           | 3–1    | Suzano Vôlei          | 25–20 | 24–26 | 25–13 | 25–23 |       | 99–82  | Relatório |

#### 4ª rodada
| Data   | Hora  |                       | Placar |                         | Set 1 | Set 2 | Set 3 | Set 4 | Set 5 | Total   | Relatório |
| ------ | ----- | --------------------- | ------ | ----------------------- | ----- | ----- | ----- | ----- | ----- | ------- | --------- |
| 8 nov  | 19:00 | Brasília Vôlei        | 3–0    | Rede CUCA               | 25–29 | 25–25 | 25–22 |       |       | 75–76   | Relatório |
| 8 nov  | 19:00 | Farma Conde/São José  | 0–3    | SESI-SP                 | 29–32 | 18–25 | 23–25 |       |       | 70–82   | Relatório |
| 8 nov  | 21:30 | Vôlei Renata/Campinas | 3–0    | Vedacit Vôlei Guarulhos | 25–20 | 25–21 | 25–18 |       |       | 75–59   | Relatório |
| 9 nov  | 21:30 | Itambé/Minas          | 3–0    | Montes Claros Vôlei     | 25–17 | 25–18 | 25–20 |       |       | 75–55   | Relatório |
| 10 nov | 19:00 | Suzano Vôlei          | 3–0    | Araguari Vôlei          | 25–20 | 27–25 | 26–24 |       |       | 78–69   | Relatório |
| 10 nov | 21:30 | APAN/Eleva/Blumenau   | 3–2    | Sada Cruzeiro           | 18–25 | 25–22 | 27–25 | 20–25 | 15–12 | 105–109 | Relatório |

#### 5ª rodada
| Data   | Hora  |                         | Placar |                       | Set 1 | Set 2 | Set 3 | Set 4 | Set 5 | Total   | Relatório |
| ------ | ----- | ----------------------- | ------ | --------------------- | ----- | ----- | ----- | ----- | ----- | ------- | --------- |
| 12 nov | 19:15 | SESI-SP                 | 1–3    | Vôlei Renata/Campinas | 15–25 | 20–25 | 25–20 | 21–25 |       | 81–95   | Relatório |
| 13 nov | 14:00 | Suzano Vôlei            | 3–0    | Rede CUCA             | 26–24 | 25–22 | 25–18 |       |       | 76–64   | Relatório |
| 13 nov | 19:00 | Montes Claros Vôlei     | 1–3    | Farma Conde/São José  | 25–22 | 11–25 | 17–25 | 26–28 |       | 79–100  | Relatório |
| 13 nov | 21:30 | Sada Cruzeiro           | 1–3    | Itambé/Minas          | 21–25 | 20–25 | 25–17 | 23–25 |       | 89–92   | Relatório |
| 14 nov | 19:00 | Vedacit Vôlei Guarulhos | 3–0    | Brasília Vôlei        | 25–18 | 25–17 | 25–20 |       |       | 75–55   | Relatório |
| 24 nov | 19:30 | Araguari Vôlei          | 2–3    | APAN/Eleva/Blumenau   | 23–25 | 25–18 | 25–22 | 22–25 | 11–15 | 106–105 | Relatório |

#### 6ª rodada
| Data   | Hora  |                         | Placar |                     | Set 1 | Set 2 | Set 3 | Set 4 | Set 5 | Total  | Relatório |
| ------ | ----- | ----------------------- | ------ | ------------------- | ----- | ----- | ----- | ----- | ----- | ------ | --------- |
| 19 nov | 21:00 | Itambé/Minas            | 3–1    | Araguari Vôlei      | 29–27 | 25–14 | 24–26 | 25–20 |       | 103–87 | Relatório |
| 19 nov | 21:30 | Farma Conde/São José    | 0–3    | Sada Cruzeiro       | 23–25 | 13–25 | 19–25 |       |       | 55–75  | Relatório |
| 20 nov | 14:00 | Vedacit Vôlei Guarulhos | 3–0    | Rede CUCA           | 25–20 | 25–19 | 25–22 |       |       | 75–61  | Relatório |
| 20 nov | 19:00 | Vôlei Renata/Campinas   | 3–0    | Montes Claros Vôlei | 25–20 | 25–19 | 27–25 |       |       | 77–64  | Relatório |
| 20 nov | 21:30 | Suzano Vôlei            | 3–1    | APAN/Eleva/Blumenau | 20–25 | 26–24 | 25–22 | 25–21 |       | 96–92  | Relatório |
| 21 nov | 21:30 | Brasília Vôlei          | 0–3    | SESI-SP             | 21–25 | 26–28 | 21–25 |       |       | 68–78  | Relatório |

#### 7ª rodada
| Data   | Hora  |                | Placar |                         | Set 1 | Set 2 | Set 3 | Set 4 | Set 5 | Total   | Relatório |
| ------ | ----- | -------------- | ------ | ----------------------- | ----- | ----- | ----- | ----- | ----- | ------- | --------- |
| 26 nov | 14:00 | Suzano Vôlei   | 3–2    | Itambé/Minas            | 27–29 | 25–27 | 25–19 | 25–19 | 15–9  | 117–103 | Relatório |
| 26 nov | 19:00 | SESI-SP        | 3–1    | Vedacit Vôlei Guarulhos | 25–18 | 20–25 | 25–18 | 28–26 |       | 98–87   | Relatório |
| 27 nov | 17:00 | Rede CUCA      | 0–3    | APAN/Eleva/Blumenau     | 15–25 | 18–25 | 12–25 |       |       | 45–75   | Relatório |
| 27 nov | 19:00 | Brasília Vôlei | 2–3    | Montes Claros Vôlei     | 25–21 | 18–25 | 19–25 | 25–18 | 9–15  | 96–104  | Relatório |
| 27 nov | 19:00 | Sada Cruzeiro  | 3–0    | Vôlei Renata/Campinas   | 25–20 | 25–19 | 25–22 |       |       | 75–61   | Relatório |
| 28 nov | 19:30 | Araguari Vôlei | 3–1    | Farma Conde/São José    | 18–25 | 25–18 | 31–29 | 25–23 |       | 99–95   | Relatório |

#### 8ª rodada
| Data   | Hora  |                         | Placar |                     | Set 1 | Set 2 | Set 3 | Set 4 | Set 5 | Total  | Relatório |
| ------ | ----- | ----------------------- | ------ | ------------------- | ----- | ----- | ----- | ----- | ----- | ------ | --------- |
| 30 nov | 19:00 | APAN/Eleva/Blumenau     | 3–1    | Itambé/Minas        | 25–22 | 25–21 | 23–25 | 25–23 |       | 98–91  | Relatório |
| 30 nov | 21:30 | Sada Cruzeiro           | 3–0    | Brasília Vôlei      | 25–15 | 25–15 | 25–14 |       |       | 75–44  | Relatório |
| 1 dez  | 18:00 | SESI-SP                 | 3–1    | Rede CUCA           | 28–26 | 23–25 | 25–22 | 25–19 |       | 101–92 | Relatório |
| 1 dez  | 21:30 | Vedacit Vôlei Guarulhos | 3–1    | Montes Claros Vôlei | 20–25 | 25–16 | 25–18 | 26–24 |       | 96–83  | Relatório |
| 2 dez  | 19:00 | Vôlei Renata/Campinas   | 3–0    | Araguari Vôlei      | 25–22 | 25–23 | 25–20 |       |       | 75–65  | Relatório |
| 2 dez  | 21:00 | Farma Conde/São José    | 3–1    | Suzano Vôlei        | 26–24 | 25–21 | 21–25 | 25–23 |       | 97–93  | Relatório |

#### 9ª rodada
| Data   | Hora  |                         | Placar |                       | Set 1 | Set 2 | Set 3 | Set 4 | Set 5 | Total   | Relatório |
| ------ | ----- | ----------------------- | ------ | --------------------- | ----- | ----- | ----- | ----- | ----- | ------- | --------- |
| 17 nov | 21:00 | Vedacit Vôlei Guarulhos | 0–3    | Sada Cruzeiro         | 16–25 | 19–25 | 23–25 |       |       | 58–75   | Relatório |
| 7 dez  | 19:30 | Montes Claros Vôlei     | 1–3    | SESI-SP               | 23–25 | 19–25 | 25–23 | 17–25 |       | 84–98   | Relatório |
| 8 dez  | 19:30 | Araguari Vôlei          | 3–0    | Brasília Vôlei        | 25–14 | 25–19 | 31–29 |       |       | 81–62   | Relatório |
| 11 dez | 18:00 | APAN/Eleva/Blumenau     | 1–3    | Farma Conde/São José  | 23–25 | 25–20 | 18–25 | 18–25 |       | 84–95   | Relatório |
| 9 jan  | 21:30 | Itambé/Minas            | 3–0    | Rede CUCA             | 25–18 | 25–19 | 25–14 |       |       | 75–51   | Relatório |
| 12 jan | 19:00 | Suzano Vôlei            | 3–2    | Vôlei Renata/Campinas | 25–20 | 19–25 | 21–25 | 26–24 | 15–12 | 106–106 | Relatório |

#### 10ª rodada
| Data   | Hora  |                         | Placar |                     | Set 1 | Set 2 | Set 3 | Set 4 | Set 5 | Total | Relatório |
| ------ | ----- | ----------------------- | ------ | ------------------- | ----- | ----- | ----- | ----- | ----- | ----- | --------- |
| 15 dez | 19:00 | Vedacit Vôlei Guarulhos | 3–0    | Araguari Vôlei      | 25–19 | 25–20 | 26–24 |       |       | 76–63 | Relatório |
| 15 dez | 21:00 | Brasília Vôlei          | 0–3    | Suzano Vôlei        | 21–25 | 18–25 | 24–26 |       |       | 63–76 | Relatório |
| 16 dez | 18:30 | Farma Conde/São José    | 3–0    | Itambé/Minas        | 26–24 | 25–21 | 25–22 |       |       | 76–67 | Relatório |
| 16 dez | 21:00 | Sada Cruzeiro           | 3–0    | SESI-SP             | 30–28 | 25–21 | 25–19 |       |       | 80–68 | Relatório |
| 17 dez | 19:00 | Montes Claros Vôlei     | 3–0    | Rede CUCA           | 25–14 | 26–24 | 25–18 |       |       | 76–56 | Relatório |
| 17 dez | 21:30 | Vôlei Renata/Campinas   | 3–1    | APAN/Eleva/Blumenau | 25–22 | 21–25 | 25–19 | 25–20 |       | 96–86 | Relatório |

#### 11ª rodada
| Data   | Hora  |                         | Placar |                       | Set 1 | Set 2 | Set 3 | Set 4 | Set 5 | Total   | Relatório |
| ------ | ----- | ----------------------- | ------ | --------------------- | ----- | ----- | ----- | ----- | ----- | ------- | --------- |
| 20 dez | 19:00 | Sada Cruzeiro           | 3–0    | Montes Claros Vôlei   | 25–20 | 25–21 | 25–22 |       |       | 75–63   | Relatório |
| 20 dez | 20:30 | Vedacit Vôlei Guarulhos | 3–0    | Suzano Vôlei          | 25–18 | 25–20 | 25–15 |       |       | 75–53   | Relatório |
| 21 dez | 19:00 | Rede CUCA               | 1–3    | Farma Conde/São José  | 25–23 | 21–25 | 23–25 | 20–25 |       | 89–98   | Relatório |
| 21 dez | 19:30 | Araguari Vôlei          | 3–1    | SESI-SP               | 25–18 | 19–25 | 25–21 | 25–22 |       | 94–86   | Relatório |
| 22 dez | 19:00 | APAN/Eleva/Blumenau     | 2–3    | Brasília Vôlei        | 25–21 | 23–25 | 21–25 | 25–22 | 11–15 | 105–108 | Relatório |
| 22 dez | 21:30 | Itambé/Minas            | 2–3    | Vôlei Renata/Campinas | 25–20 | 25–14 | 16–25 | 21–25 | 10–15 | 97–99   | Relatório |

### Reurno
- Local: Os times que estão ao lado esquerdo da tabela jogam em casa.

#### 1ª rodada
| Data  | Hora  |                      | Placar |                         | Set 1 | Set 2 | Set 3 | Set 4 | Set 5 | Total   | Relatório |
| ----- | ----- | -------------------- | ------ | ----------------------- | ----- | ----- | ----- | ----- | ----- | ------- | --------- |
| 5 jan | 21:30 | Itambé/Minas         | 3–0    | Brasília Vôlei          | 25–20 | 25–23 | 25–22 |       |       | 75–65   | Relatório |
| 6 jan | 19:00 | Sada Cruzeiro        | 3–0    | Rede CUCA               | 25–21 | 25–17 | 25–17 |       |       | 75–55   | Relatório |
| 6 jan | 21:30 | Farma Conde/São José | 3–2    | Vôlei Renata/Campinas   | 18–25 | 20–25 | 31–29 | 25–22 | 15–10 | 109–111 | Relatório |
| 7 jan | 19:00 | Suzano Vôlei         | 2–3    | SESI-SP                 | 25–22 | 23–25 | 17–25 | 27–25 | 15–17 | 107–114 | Relatório |
| 7 jan | 21:30 | APAN/Eleva/Blumenau  | 3–0    | Vedacit Vôlei Guarulhos | 25–22 | 25–20 | 25–14 |       |       | 75–56   | Relatório |
| 8 jan | 19:30 | Araguari Vôlei       | 3–1    | Montes Claros Vôlei     | 21–25 | 26–24 | 25–16 | 25–17 |       | 97–82   | Relatório |

#### 2ª rodada
| Data   | Hora  |                         | Placar |                      | Set 1 | Set 2 | Set 3 | Set 4 | Set 5 | Total   | Relatório |
| ------ | ----- | ----------------------- | ------ | -------------------- | ----- | ----- | ----- | ----- | ----- | ------- | --------- |
| 14 jan | 19:00 | SESI-SP                 | 3–2    | APAN/Eleva/Blumenau  | 23–25 | 21–25 | 25–23 | 25–19 | 21–19 | 115–111 | Relatório |
| 14 jan | 19:00 | Vedacit Vôlei Guarulhos | 3–1    | Itambé/Minas         | 25–16 | 29–27 | 25–27 | 25–23 |       | 104–93  | Relatório |
| 15 jan | 19:00 | Sada Cruzeiro           | 3–0    | Araguari Vôlei       | 25–17 | 25–17 | 25–14 |       |       | 75–48   | Relatório |
| 15 jan | 21:30 | Brasília Vôlei          | 0–3    | Farma Conde/São José | 19–25 | 24–26 | 22–25 |       |       | 65–76   | Relatório |
| 16 jan | 19:00 | Vôlei Renata/Campinas   | 3–0    | Rede CUCA            | 29–27 | 25–21 | 25–21 |       |       | 79–69   | Relatório |
| 16 jan | 21:30 | Montes Claros Vôlei     | 2–3    | Suzano Vôlei         | 25–27 | 25–23 | 25–22 | 21–25 | 13–15 | 109–112 | Relatório |

#### 3ª rodada
| Data   | Hora  |                       | Placar |                         | Set 1 | Set 2 | Set 3 | Set 4 | Set 5 | Total  | Relatório |
| ------ | ----- | --------------------- | ------ | ----------------------- | ----- | ----- | ----- | ----- | ----- | ------ | --------- |
| 20 jan | 19:30 | Araguari Vôlei        | 3–0    | Rede CUCA               | 27–25 | 25–17 | 26–24 |       |       | 78–66  | Relatório |
| 20 jan | 21:30 | APAN/Eleva/Blumenau   | 3–0    | Montes Claros Vôlei     | 25–19 | 25–15 | 25–16 |       |       | 75–50  | Relatório |
| 21 jan | 19:00 | Farma Conde/São José  | 0–3    | Vedacit Vôlei Guarulhos | 22–25 | 19–25 | 17–25 |       |       | 58–75  | Relatório |
| 21 jan | 21:30 | Suzano Vôlei          | 0–3    | Sada Cruzeiro           | 19–25 | 13–25 | 20–25 |       |       | 52–75  | Relatório |
| 22 jan | 18:00 | Vôlei Renata/Campinas | 3–1    | Brasília Vôlei          | 25–20 | 27–25 | 22–25 | 28–26 |       | 102–96 | Relatório |
| 22 jan | 20:30 | Itambé/Minas          | 3–1    | SESI-SP                 | 21–25 | 25–16 | 25–23 | 25–19 |       | 96–83  | Relatório |

#### 4ª rodada
| Data   | Hora  |                         | Placar |                       | Set 1 | Set 2 | Set 3 | Set 4 | Set 5 | Total   | Relatório |
| ------ | ----- | ----------------------- | ------ | --------------------- | ----- | ----- | ----- | ----- | ----- | ------- | --------- |
| 28 jan | 19:00 | Araguari Vôlei          | 3–2    | Suzano Vôlei          | 25–20 | 23–25 | 19–25 | 25–16 | 15–11 | 107–97  | Relatório |
| 28 jan | 21:30 | Sada Cruzeiro           | 3–1    | APAN/Eleva/Blumenau   | 20–25 | 25–17 | 25–19 | 25–14 |       | 95–75   | Relatório |
| 29 jan | 19:00 | Montes Claros Vôlei     | 3–1    | Itambé/Minas          | 25–19 | 23–25 | 25–23 | 25–23 |       | 98–90   | Relatório |
| 29 jan | 19:00 | Vedacit Vôlei Guarulhos | 3–2    | Vôlei Renata/Campinas | 22–25 | 25–22 | 28–26 | 27–29 | 15–10 | 117–112 | Relatório |
| 30 jan | 19:00 | Rede CUCA               | 3–0    | Brasília Vôlei        | 28–26 | 26–24 | 25–12 |       |       | 79–62   | Relatório |
| 30 jan | 21:30 | SESI-SP                 | 2–3    | Farma Conde/São José  | 25–22 | 21–25 | 35–33 | 22–25 | 12–15 | 115–120 | Relatório |

#### 5ª rodada
| Data  | Hora  |                       | Placar |                         | Set 1 | Set 2 | Set 3 | Set 4 | Set 5 | Total   | Relatório |
| ----- | ----- | --------------------- | ------ | ----------------------- | ----- | ----- | ----- | ----- | ----- | ------- | --------- |
| 4 fev | 19:00 | Farma Conde/São José  | 3–0    | Montes Claros Vôlei     | 25–16 | 25–20 | 25–23 |       |       | 75–59   | Relatório |
| 4 fev | 21:30 | APAN/Eleva/Blumenau   | 3–0    | Araguari Vôlei          | 25–14 | 25–18 | 25–23 |       |       | 75–55   | Relatório |
| 4 fev | 21:30 | Itambé/Minas          | 3–1    | Sada Cruzeiro           | 23–25 | 25–20 | 25–18 | 25–16 |       | 98–79   | Relatório |
| 5 fev | 19:00 | Vôlei Renata/Campinas | 2–3    | SESI-SP                 | 25–21 | 22–25 | 24–26 | 25–15 | 11–15 | 107–102 | Relatório |
| 6 fev | 19:00 | Rede CUCA             | 0–3    | Suzano Vôlei            | 18–25 | 18–25 | 21–25 |       |       | 57–75   | Relatório |
| 6 fev | 21:30 | Brasília Vôlei        | 0–3    | Vedacit Vôlei Guarulhos | 23–25 | 23–25 | 20–25 |       |       | 66–75   | Relatório |

#### 6ª rodada
| Data   | Hora  |                     | Placar |                         | Set 1 | Set 2 | Set 3 | Set 4 | Set 5 | Total   | Relatório |
| ------ | ----- | ------------------- | ------ | ----------------------- | ----- | ----- | ----- | ----- | ----- | ------- | --------- |
| 10 fev | 18:30 | Rede CUCA           | 0–3    | Vedacit Vôlei Guarulhos | 21–25 | 21–25 | 18–25 |       |       | 60–75   | Relatório |
| 10 fev | 21:00 | Sada Cruzeiro       | 3–0    | Farma Conde/São José    | 25–19 | 25–18 | 29–27 |       |       | 79–64   | Relatório |
| 11 fev | 19:00 | SESI-SP             | 3–2    | Brasília Vôlei          | 25–17 | 25–19 | 25–27 | 25–27 | 15–13 | 115–103 | Relatório |
| 11 fev | 21:30 | APAN/Eleva/Blumenau | 2–3    | Suzano Vôlei            | 23–25 | 25–19 | 23–25 | 25–22 | 13–15 | 109–106 | Relatório |
| 12 fev | 19:00 | Montes Claros Vôlei | 3–0    | Vôlei Renata/Campinas   | 38–36 | 25–22 | 25–20 |       |       | 88–78   | Relatório |
| 12 fev | 21:30 | Araguari Vôlei      | 1–3    | Itambé/Minas            | 26–24 | 21–25 | 17–25 | 23–25 |       | 87–99   | Relatório |

#### 7ª rodada
| Data   | Hora  |                         | Placar |                | Set 1 | Set 2 | Set 3 | Set 4 | Set 5 | Total  | Relatório |
| ------ | ----- | ----------------------- | ------ | -------------- | ----- | ----- | ----- | ----- | ----- | ------ | --------- |
| 16 fev | 19:30 | Farma Conde/São José    | 3–0    | Araguari Vôlei | 26–24 | 25–22 | 25–21 |       |       | 76–67  | Relatório |
| 17 fev | 18:30 | Vôlei Renata/Campinas   | 1–3    | Sada Cruzeiro  | 25–21 | 19–25 | 17–25 | 18–25 |       | 79–96  | Relatório |
| 18 fev | 14:00 | Montes Claros Vôlei     | 3–1    | Brasília Vôlei | 20–25 | 25–17 | 28–26 | 26–24 |       | 99–92  | Relatório |
| 18 fev | 16:30 | Itambé/Minas            | 3–1    | Suzano Vôlei   | 25–17 | 25–23 | 44–46 | 25–11 |       | 119–97 | Relatório |
| 18 fev | 19:00 | APAN/Eleva/Blumenau     | 3–0    | Rede CUCA      | 25–18 | 30–28 | 25–20 |       |       | 80–66  | Relatório |
| 18 fev | 19:00 | Vedacit Vôlei Guarulhos | 3–1    | SESI-SP        | 17–25 | 25–22 | 25–20 | 25–21 |       | 92–88  | Relatório |

#### 8ª rodada
| Data   | Hora  |                     | Placar |                         | Set 1 | Set 2 | Set 3 | Set 4 | Set 5 | Total   | Relatório |
| ------ | ----- | ------------------- | ------ | ----------------------- | ----- | ----- | ----- | ----- | ----- | ------- | --------- |
| 25 fev | 19:00 | Itambé/Minas        | 3–0    | APAN/Eleva/Blumenau     | 25–17 | 25–16 | 25–21 |       |       | 75–54   | Relatório |
| 25 fev | 19:00 | Brasília Vôlei      | 0–3    | Sada Cruzeiro           | 21–25 | 22–25 | 18–25 |       |       | 61–75   | Relatório |
| 25 fev | 20:00 | Rede CUCA           | 0–3    | SESI-SP                 | 16–25 | 19–25 | 15–25 |       |       | 50–75   | Relatório |
| 26 fev | 18:30 | Araguari Vôlei      | 1–3    | Vôlei Renata/Campinas   | 23–25 | 25–20 | 17–25 | 22–25 |       | 87–95   | Relatório |
| 26 fev | 21:00 | Montes Claros Vôlei | 0–3    | Vedacit Vôlei Guarulhos | 22–25 | 19–25 | 17–25 |       |       | 58–75   | Relatório |
| 27 fev | 19:00 | Suzano Vôlei        | 3–2    | Farma Conde/São José    | 23–25 | 25–22 | 25–17 | 19–25 | 17–15 | 109–104 | Relatório |

#### 9ª rodada
| Data   | Hora  |                       | Placar |                         | Set 1 | Set 2 | Set 3 | Set 4 | Set 5 | Total   | Relatório |
| ------ | ----- | --------------------- | ------ | ----------------------- | ----- | ----- | ----- | ----- | ----- | ------- | --------- |
| 10 mar | 18:30 | Rede CUCA             | 0–3    | Itambé/Minas            | 21–25 | 22–25 | 12–25 |       |       | 55–75   | Relatório |
| 10 mar | 19:00 | Vôlei Renata/Campinas | 2–3    | Suzano Vôlei            | 23–25 | 25–19 | 25–23 | 18–25 | 13–15 | 104–107 | Relatório |
| 10 mar | 21:00 | Sada Cruzeiro         | 3–1    | Vedacit Vôlei Guarulhos | 22–25 | 25–21 | 25–22 | 25–19 |       | 97–87   | Relatório |
| 11 mar | 16:30 | SESI-SP               | 3–0    | Montes Claros Vôlei     | 25–19 | 25–16 | 25–16 |       |       | 75–51   | Relatório |
| 11 mar | 19:00 | Farma Conde/São José  | 3–2    | APAN/Eleva/Blumenau     | 25–19 | 18–25 | 20–25 | 25–23 | 20–18 | 108–110 | Relatório |
| 12 mar | 17:00 | Brasília Vôlei        | 1–3    | Araguari Vôlei          | 16–25 | 25–23 | 17–25 | 20–25 |       | 78–98   | Relatório |

#### 10ª rodada
| Data   | Hora  |                     | Placar |                         | Set 1 | Set 2 | Set 3 | Set 4 | Set 5 | Total   | Relatório |
| ------ | ----- | ------------------- | ------ | ----------------------- | ----- | ----- | ----- | ----- | ----- | ------- | --------- |
| 15 fev | 20:00 | SESI-SP             | 0–3    | Sada Cruzeiro           | 11–25 | 16–25 | 14–25 |       |       | 41–75   | Relatório |
| 18 mar | 19:15 | Rede CUCA           | 1–3    | Montes Claros Vôlei     | 32–34 | 26–24 | 23–25 | 23–25 |       | 104–108 | Relatório |
| 18 mar | 21:30 | APAN/Eleva/Blumenau | 2–3    | Vôlei Renata/Campinas   | 25–21 | 23–25 | 18–25 | 25–16 | 13–15 | 104–102 | Relatório |
| 19 mar | 19:00 | Suzano Vôlei        | 2–3    | Brasília Vôlei          | 26–28 | 25–19 | 25–21 | 22–25 | 8–15  | 106–108 | Relatório |
| 21 mar | 19:00 | Itambé/Minas        | 2–3    | Farma Conde/São José    | 25–16 | 18–25 | 14–25 | 25–23 | 10–15 | 92–104  | Relatório |
| 21 mar | 19:30 | Araguari Vôlei      | 0–3    | Vedacit Vôlei Guarulhos | 23–25 | 23–25 | 20–25 |       |       | 66–75   | Relatório |

#### 11ª rodada
| Data   | Hora  |                       | Placar |                         | Set 1 | Set 2 | Set 3 | Set 4 | Set 5 | Total  | Relatório |
| ------ | ----- | --------------------- | ------ | ----------------------- | ----- | ----- | ----- | ----- | ----- | ------ | --------- |
| 25 mar | 14:00 | Montes Claros Vôlei   | 1–3    | Sada Cruzeiro           | 22–25 | 23–25 | 25–23 | 22–25 |       | 92–98  | Relatório |
| 25 mar | 21:30 | Vôlei Renata/Campinas | 3–2    | Itambé/Minas            | 25–20 | 15–25 | 25–20 | 18–25 | 16–14 | 99–104 | Relatório |
| 25 mar | 21:30 | Farma Conde/São José  | 3–0    | Rede CUCA               | 25–18 | 25–18 | 26–24 |       |       | 76–60  | Relatório |
| 25 mar | 21:30 | Suzano Vôlei          | 0–3    | Vedacit Vôlei Guarulhos | 21–25 | 20–25 | 24–26 |       |       | 65–76  | Relatório |
| 25 mar | 21:30 | SESI-SP               | 3–1    | Araguari Vôlei          | 21–25 | 25–23 | 25–15 | 25–21 |       | 96–84  | Relatório |
| 25 mar | 21:30 | Brasília Vôlei        | 1–3    | APAN/Eleva/Blumenau     | 25–23 | 24–26 | 21–25 | 14–25 |       | 84–99  | Relatório |

## Playoffs
|  | Quartas de final         | Quartas de final         | Quartas de final         | Quartas de final         | Quartas de final         |                       |               | Semifinais     | Semifinais     | Semifinais     | Semifinais     | Semifinais     |  |  | Final       | Final         | Final       | Final       | Final       | Final       | Final       |
|  | 30 de março – 6 de abril | 30 de março – 6 de abril | 30 de março – 6 de abril | 30 de março – 6 de abril | 30 de março – 6 de abril |                       |               | 15–22 de abril | 15–22 de abril | 15–22 de abril | 15–22 de abril | 15–22 de abril |  |  | 30 de abril | 30 de abril   | 30 de abril | 30 de abril | 30 de abril | 30 de abril | 30 de abril |
|  |                          |                          |                          |                          |                          |                       |               |                |                |                |                |                |  |  |             |               |             |             |             |             |             |
|  | 1°                       | Sada Cruzeiro            | 3                        | 3                        |                          |                       |               |                |                |                |                |                |  |  |             |               |             |             |             |             |             |
|  | 8°                       | APAN/Eleva/Blumenau      | 1                        | 0                        |                          |                       |               |                |                |                |                |                |  |  |             |               |             |             |             |             |             |
|  | 8°                       | APAN/Eleva/Blumenau      | 1                        | 0                        |                          | 1°                    | Sada Cruzeiro | 3              | 3              |                |                |                |  |  |             |               |             |             |             |             |             |
|  |                          |                          |                          |                          |                          | 1°                    | Sada Cruzeiro | 3              | 3              |                |                |                |  |  |             |               |             |             |             |             |             |
|  |                          | 5°                       | Farma Conde/São José     | 2                        | 0                        |                       |               |                |                |                |                |                |  |  |             |               |             |             |             |             |             |
|  | 4°                       | 5°                       | Farma Conde/São José     | 2                        | 0                        | Vôlei Renata/Campinas | 1             | 1              |                |                |                |                |  |  |             |               |             |             |             |             |             |
|  | 4°                       |                          |                          |                          |                          | Vôlei Renata/Campinas | 1             | 1              |                |                |                |                |  |  |             |               |             |             |             |             |             |
|  | 5°                       | Farma Conde/São José     | 3                        | 3                        |                          |                       |               |                |                |                |                |                |  |  |             |               |             |             |             |             |             |
|  |                          |                          |                          |                          |                          |                       |               |                |                |                |                |                |  |  | 1°          | Sada Cruzeiro | 3           |             |             |             |             |
|  |                          |                          | 3º                       | Itambé/Minas             | 0                        |                       |               |                |                |                |                |                |  |  |             |               |             |             |             |             |             |
|  | 2°                       | Vedacit Vôlei Guarulhos  | 2                        | 2                        |                          |                       |               |                |                |                |                |                |  |  |             |               |             |             |             |             |             |
|  | 7°                       | Suzano Vôlei             | 3                        | 3                        |                          |                       |               |                |                |                |                |                |  |  |             |               |             |             |             |             |             |
|  | 7°                       | Suzano Vôlei             | 3                        | 3                        |                          | 7°                    | Suzano Vôlei  | 0              | 1              |                |                |                |  |  |             |               |             |             |             |             |             |
|  |                          |                          |                          |                          |                          | 7°                    | Suzano Vôlei  | 0              | 1              |                |                |                |  |  |             |               |             |             |             |             |             |
|  |                          | 3°                       | Itambé/Minas             | 3                        | 3                        |                       |               |                |                |                |                |                |  |  |             |               |             |             |             |             |             |
|  | 3°                       | 3°                       | Itambé/Minas             | 3                        | 3                        | Itambé/Minas          | 3             | 3              |                |                |                |                |  |  |             |               |             |             |             |             |             |
|  | 3°                       |                          |                          |                          |                          | Itambé/Minas          | 3             | 3              |                |                |                |                |  |  |             |               |             |             |             |             |             |
|  | 6°                       | SESI-SP                  | 2                        | 0                        |                          |                       |               |                |                |                |                |                |  |  |             |               |             |             |             |             |             |

### Quartas de final
| Data    | Hora    |                         | Placar  |                         | Set 1   | Set 2   | Set 3   | Set 4   | Set 5   | Total   | Relatório |
| 1º x 8º | 1º x 8º | 1º x 8º                 | 1º x 8º | 1º x 8º                 | 1º x 8º | 1º x 8º | 1º x 8º | 1º x 8º | 1º x 8º | 1º x 8º | 1º x 8º   |
| ------- | ------- | ----------------------- | ------- | ----------------------- | ------- | ------- | ------- | ------- | ------- | ------- | --------- |
| 30 mar  | 21:00   | APAN/Eleva/Blumenau     | 1–3     | Sada Cruzeiro           | 19–25   | 25–17   | 22–25   | 12–25   |         | 78–92   | Relatório |
| 4 abr   | 21:00   | Sada Cruzeiro           | 3–0     | APAN/Eleva/Blumenau     | 25–15   | 25–22   | 25–17   |         |         | 75–54   | Relatório |
| 2º x 7º |         |                         |         |                         |         |         |         |         |         |         |           |
| 1 abr   | 18:30   | Suzano Vôlei            | 3–2     | Vedacit Vôlei Guarulhos | 17–25   | 25–17   | 24–26   | 25–20   | 15–13   | 106–101 | Relatório |
| 5 abr   | 18:30   | Vedacit Vôlei Guarulhos | 2–3     | Suzano Vôlei            | 22–25   | 25–15   | 25–23   | 22–25   | 9–15    | 103–103 | Relatório |
| 3º x 6º |         |                         |         |                         |         |         |         |         |         |         |           |
| 1 abr   | 21:00   | SESI-SP                 | 2–3     | Itambé/Minas            | 25–23   | 29–31   | 25–23   | 17–25   | 10–15   | 106–117 | Relatório |
| 5 abr   | 21:00   | Itambé/Minas            | 3–0     | SESI-SP                 | 25–22   | 25–23   | 25–22   |         |         | 75–67   | Relatório |
| 4º x 5º |         |                         |         |                         |         |         |         |         |         |         |           |
| 2 abr   | 18:30   | Farma Conde/São José    | 3–1     | Vôlei Renata/Campinas   | 20–25   | 25–12   | 25–18   | 25–18   |         | 95–73   | Relatório |
| 6 abr   | 21:00   | Vôlei Renata/Campinas   | 1–3     | Farma Conde/São José    | 25–20   | 18–25   | 23–25   | 23–25   |         | 89–95   | Relatório |

### Semifinais
| Data    | Hora    |                      | Placar  |                      | Set 1   | Set 2   | Set 3   | Set 4   | Set 5   | Total   | Relatório |
| 1º x 5º | 1º x 5º | 1º x 5º              | 1º x 5º | 1º x 5º              | 1º x 5º | 1º x 5º | 1º x 5º | 1º x 5º | 1º x 5º | 1º x 5º | 1º x 5º   |
| ------- | ------- | -------------------- | ------- | -------------------- | ------- | ------- | ------- | ------- | ------- | ------- | --------- |
| 19 abr  | 21:00   | Sada Cruzeiro        | 3–2     | Farma Conde/São José | 25–22   | 26–28   | 22–25   | 25–19   | 15–11   | 113–105 | Relatório |
| 22 abr  | 18:30   | Farma Conde/São José | 0–3     | Sada Cruzeiro        | 18–25   | 21–25   | 21–25   |         |         | 60–75   | Relatório |
| 3º x 7º |         |                      |         |                      |         |         |         |         |         |         |           |
| 15 abr  | 18:30   | Itambé/Minas         | 3–0     | Suzano Vôlei         | 25–22   | 25–16   | 25–21   |         |         | 75–59   | Relatório |
| 19 abr  | 18:30   | Suzano Vôlei         | 1–3     | Itambé/Minas         | 16–25   | 25–27   | 25–23   | 21–25   |         | 87–100  | Relatório |

### Final
| Data   | Hora  |               | Placar |              | Set 1 | Set 2 | Set 3 | Set 4 | Set 5 | Total | Relatório |
| ------ | ----- | ------------- | ------ | ------------ | ----- | ----- | ----- | ----- | ----- | ----- | --------- |
| 30 abr | 10:00 | Sada Cruzeiro | 3–0    | Itambé/Minas | 25–18 | 25–19 | 25–20 |       |       | 75–57 | Relatório |

## Premiações
| Superliga Série A de 2022–23       |
| Minas Gerais                       |
| ---------------------------------- |
| Sada Cruzeiro Campeão (8.º título) |

### Seleção da Superliga
Os atletas, técnico e árbitro que se destacaram individualmente foram:
| Posição            | Jogador             | Equipe                  |
| ------------------ | ------------------- | ----------------------- |
| MVP                | Miguel Ángel López  | Sada Cruzeiro           |
| Melhor oposto      | Franco Paese        | Vedacit Vôlei Guarulhos |
| 1º melhor ponteiro | Miguel Ángel López  | Sada Cruzeiro           |
| 2º melhor ponteiro | Douglas Souza       | Farma Conde/São José    |
| 1º melhor central  | Otávio Pinto        | Sada Cruzeiro           |
| 2º melhor central  | Judson Amabel       | Suzano Vôlei            |
| Melhor levantador  | Matheus Brasília    | Farma Conde/São José    |
| Melhor líbero      | Maique Nascimento   | Itambé/Minas            |
| Atleta revelação   | Welinton Oppenkoski | Sada Cruzeiro           |
| Melhor técnico     | Marcos Miranda      | Suzano Vôlei            |
| Melhor árbitro     | Paulo Beal          |                         |

## Classificação final
| Posição           | Equipe                  | Classificação/rebaixamento      |
| ----------------- | ----------------------- | ------------------------------- |
| Medalha de ouro   | Sada Cruzeiro           | Sul-Americano de Clubes de 2024 |
| Medalha de prata  | Itambé/Minas            | Superliga Série A de 2023–24    |
| Medalha de bronze | Farma Conde/São José    | Superliga Série A de 2023–24    |
| 4                 | Suzano Vôlei            | Superliga Série A de 2023–24    |
| 5                 | Vedacit Vôlei Guarulhos | Superliga Série A de 2023–24    |
| 6                 | Vôlei Renata/Campinas   | Superliga Série A de 2023–24    |
| 7                 | SESI-SP                 | Superliga Série A de 2023–24    |
| 8                 | APAN/Eleva/Blumenau     | Superliga Série A de 2023–24    |
| 9                 | Araguari Vôlei          | Superliga Série A de 2023–24    |
| 10                | Montes Claros Vôlei     | Superliga Série A de 2023–24    |
| 11                | Brasília Vôlei          | Superliga Série B de 2024       |
| 12                | Rede CUCA               | Superliga Série B de 2024       |

## Estatísticas
| Rank | Jogador         | Clube                   | Pontos |
| ---- | --------------- | ----------------------- | ------ |
| 1    | Franco Paese    | Vedacit Vôlei Guarulhos | 531    |
| 2    | Felipe Roque    | Vôlei Renata/Campinas   | 473    |
| 3    | Daniel Oliveira | Suzano Vôlei            | 442    |
| 4    | Douglas Souza   | Farma Conde/São José    | 441    |
| 5    | Darlan Souza    | SESI-SP                 | 414    |

| Rank | Jogador           | Clube                   | Pontos |
| ---- | ----------------- | ----------------------- | ------ |
| 1    | Judson Amabel     | Suzano Vôlei            | 76     |
| 2    | Michel Saraiva    | Farma Conde/São José    | 71     |
| 3    | Matheus Alejandro | Vedacit Vôlei Guarulhos | 59     |
| 4    | Wennder Lopes     | APAN/Eleva/Blumenau     | 56     |
| 5    | Otávio Pinto      | Sada Cruzeiro           | 55     |

### Melhor sacador
- Atualizado até 30 de abril de 2023

| Rank | Jogador           | Clube                 | Pontos |
| ---- | ----------------- | --------------------- | ------ |
| 1    | Miguel López      | Sada Cruzeiro         | 47     |
| 2    | Henrique Honorato | Itambé/Minas          | 37     |
| 3    | Felipe Roque      | Vôlei Renata/Campinas | 36     |
| 4    | Matheus Brasília  | Farma Conde/São José  | 36     |
| 5    | Darlan Souza      | SESI-SP               | 27     |

Pontos marcados no saque ace. Fonte: CBV